# Distretto di Yorongos
Il distretto di Yorongos è uno dei nove distretti  della provincia di Rioja, in Perù. Si trova nella regione di San Martín e si estende su una superficie di 74,53 chilometri quadrati.

Istituito il 9 dicembre 1935, ha per capitale la città di Yorongos; al censimento 2005 contava 3.145 abitanti.